# Схимонахиња Макарија
Схимонахиња Макарија (рођ.  Теодосија Михаиловна Артемјева; 11. јун 1926, село Карпово, Вјаземски округ, Смоленска губернија - 18. јун 1993, село Тјомкино, Тјомкински округ, Смоленска област) - блажена схимонахиња Руске православне цркве.

## Биографија
Теодосија је рођена на дан Васкрса. Рођена је са братом близанцем. Њени родитељи, педесетогодишњи Михаил Артемович и Феодосија Никифоровна Артемјев, живели су у селу Карпово, Вјаземски округ, Смоленска губернија. 
Деца су крштена у цркви Великомученика Георгија у селу Кулиши. Настојатељ храма је у то време био јеромонах Василиј, који је имао дар видовитости. Добро је познавао породицу Артемјев. Јеромонах Василије је прво крстио дечака, дајући му име Иван, а затим девојчицу и дао јој име Теодосија, што значи „од Бога дато“. Крстивши дете у фонтани и предавши је куми, рекао је да је девојчица добра, живеће, али неће да хода. Чим је беба Иван крштен, умро је. Породица Артемјев је била највећа у овој области: родитељи, четири сина са женама и децом, шест ћерки, од којих је једна била удата - укупно двадесет људи.
У другој години, Теодосији су ноге почеле да боле, а од три године више није ходала, већ је само пузала. У осмој години је пала у кому у којој је била две недеље. После тога је добила дар исцељења. Током рата, девојка је остала на улици, где је живела 700 дана. Убрзо ју је покупила стара монахиња, која је одвела девојку да живи са собом у селу Тјомкино. Теодосија је 1946. године, у 20. години, примила монашки постриг са именом Тихона у част преподобног Тихона Мединског Калушког. 30 година касније примила је велики монашки постриг. Две године касније, 1978. године, Тихона прихвата највиши степен монаштва – схиму под именом Макарија.
Преминула је 1993. године и сахрањена је на сеоском гробљу у селу Тјомкино, где је живела 50 година. Током година њеног живота у селу, било је много људи из околине, из градова, који су путовали да се излече од телесних и духовних болести.

## Памћење
После смрти схимонахиње Макарије, у селу Тјомкино је подигнут Народни музеј схимонахиње Макарије. Њени највреднији експонати су њене фотографије и портрети који приказују аскету. Саграђена је црква Смоленске иконе Богородице. Одлучено је и да се над светим извором подигне капела у част пророка Илије, као и да се подигне купатило где би се бројни ходочасници могли полити светом водом. Изграђено је метално двокрако степениште и очишћена је сама река Пчелка. Успомена на старицу редовно се прославља посетом месног епископа и великог мноштва народа.